# 헝가리 공군

헝가리 공군(Hungarian Air Force, 헝가리어: Magyar Légierò, 헝가리어 발음: [ˈmɒɟɒr ˈleːgijɛrøː])은 헝가리 방위군의 공군 병과이다.
현재 헝가리 공군은 방어 작전에 집중하고 있다. 비행 부대는 공군 지휘통제센터 산하 단일 지휘부로 조직되어 운용된다.